# آمریکایی‌های یونانی‌تبار
آمریکایی‌های یونانی‌تبار (یونانی: Ελληνοαμερικανοί) به شهروندان و دارندگان اقامت دائم ایالت متحده آمریکا با پس زمینه قومی یونانی  گفته می‌شود. بیش از ۲٫۵ میلیون آمریکایی از تبار یونانی هستند. ۳۵۰٬۰۰۰ نفر بالای از پنج سال در سال ۲۰۱۰ در خانه به زبان یونانی صحبت می‌کردند.
آمریکایی‌های یونانی‌تبار بیشترین جمعیت را در شهرهای نیویورک، بوستون و شیکاگو دارند، اما در کلان‌شهرهای بزرگ ایالات متحده مستقر شده‌اند. در سال ۲۰۰۰، تارپون اسپرینگز، فلوریدا، بالاترین میزان سرانه نمایندگی یونانیان آمریکایی را در این کشور داشت (۲۵٪). ایالات متحده بزرگترین جامعه یونانی‌ها در خارج از یونان، و پیش از استرالیا، قبرس، آلبانی، کانادا، آلمان و بریتانیا قرار دارد.